# Madrid Open 2011 - Qualificazioni singolare maschile
Le qualificazioni del singolare maschile del Madrid Open 2011 sono state un torneo di tennis preliminare per accedere alla fase finale della manifestazione. I vincitori dell'ultimo turno sono entrati di diritto nel tabellone principale. In caso di ritiro di uno o più giocatori aventi diritto a questi sono subentrati i lucky loser, ossia i giocatori che hanno perso nell'ultimo turno ma che avevano una classifica più alta rispetto agli altri partecipanti che avevano comunque perso nel turno finale.

## Giocatori

### Teste di serie
1. Fabio Fognini (primo turno)
2. Adrian Mannarino (qualificato)
3. Daniel Gimeno Traver (qualificato)
4. Victor Hănescu (qualificato)
5. Carlos Berlocq (primo turno)
6. Olivier Rochus (ultimo turno, Lucky Loser)
7. Pere Riba (qualificato)

1. Tejmuraz Gabašvili (primo turno)
2. Thiemo de Bakker (qualificato)
3. Igor' Kunicyn (primo turno)
4. Nicolas Mahut (primo turno)
5. Andreas Haider-Maurer (primo turno)
6. Igor' Andreev (ultimo turno)
7. Rubén Ramírez Hidalgo (ultimo turno)

### Qualificati
1. Alejandro Falla
2. Adrian Mannarino
3. Daniel Gimeno Traver
4. Victor Hănescu

1. Thiemo de Bakker
2. Flavio Cipolla
3. Pere Riba

### Lucky Losers
1. Olivier Rochus

## Tabellone qualificazioni

### Sezione 1
|  | Primo turno | Primo turno       | Primo turno     | Primo turno | Primo turno |  |  | Ultimo turno      | Ultimo turno      | Ultimo turno      | Ultimo turno | Ultimo turno |  |
|  |             |                   |                 |             |             |  |  |                   |                   |                   |              |              |  |
|  | 1           | Fabio Fognini     | 6               | 64          | 2           |  |  |                   |                   |                   |              |              |  |
|  |             | Federico Delbonis | 3               | 7           | 6           |  |  | Federico Delbonis | Federico Delbonis | Federico Delbonis | 1            | 2            |  |
|  |             | Alejandro Falla   | Alejandro Falla | 6           | 6           |  |  | Alejandro Falla   | Alejandro Falla   | Alejandro Falla   | 6            | 6            |  |
|  | 11          | Nicolas Mahut     | Nicolas Mahut   | 4           | 4           |  |  |                   |                   |                   |              |              |  |

### Sezione 2
|  | Primo turno | Primo turno             | Primo turno             | Primo turno | Primo turno |  |  | Ultimo turno | Ultimo turno            | Ultimo turno            | Ultimo turno | Ultimo turno |  |
|  |             |                         |                         |             |             |  |  |              |                         |                         |              |              |  |
|  | 2           | Adrian Mannarino        | Adrian Mannarino        | 6           | 6           |  |  |              |                         |                         |              |              |  |
|  | WC          | Roberto Ortega-Olmedo   | Roberto Ortega-Olmedo   | 1           | 2           |  |  | 2            | Adrian Mannarino        | Adrian Mannarino        | 6            | 7            |  |
|  |             | Daniel Muñoz de la Nava | Daniel Muñoz de la Nava | 6           | 6           |  |  |              | Daniel Muñoz de la Nava | Daniel Muñoz de la Nava | 2            | 65           |  |
|  | 10          | Igor' Kunicyn           | Igor' Kunicyn           | 4           | 4           |  |  |              |                         |                         |              |              |  |

### Sezione 3
|  | Primo turno | Primo turno           | Primo turno          | Primo turno | Primo turno |  |  | Ultimo turno | Ultimo turno          | Ultimo turno          | Ultimo turno | Ultimo turno |  |
|  |             |                       |                      |             |             |  |  |              |                       |                       |              |              |  |
|  | 3           | Daniel Gimeno Traver  | Daniel Gimeno Traver | 7           | 7           |  |  |              |                       |                       |              |              |  |
|  |             | Marsel İlhan          | Marsel İlhan         | 62          | 5           |  |  | 3            | Daniel Gimeno Traver  | Daniel Gimeno Traver  | 7            | 6            |  |
|  | WC          | Javier Martí          | 0                    | 7           | 4           |  |  | 14           | Rubén Ramírez Hidalgo | Rubén Ramírez Hidalgo | 5            | 2            |  |
|  | 14          | Rubén Ramírez Hidalgo | 6                    | 65          | 6           |  |  |              |                       |                       |              |              |  |

### Sezione 4
|  | Primo turno | Primo turno           | Primo turno           | Primo turno | Primo turno |  |  | Ultimo turno | Ultimo turno   | Ultimo turno | Ultimo turno | Ultimo turno |  |
|  |             |                       |                       |             |             |  |  |              |                |              |              |              |  |
|  | 4           | Victor Hănescu        | Victor Hănescu        | 6           | 6           |  |  |              |                |              |              |              |  |
|  |             | Albert Ramos Viñolas  | Albert Ramos Viñolas  | 3           | 2           |  |  | 4            | Victor Hănescu | 5            | 7            | 7            |  |
|  | WC          | Marius Copil          | Marius Copil          | 7           | 6           |  |  | WC           | Marius Copil   | 7            | 5            | 6            |  |
|  | 12          | Andreas Haider-Maurer | Andreas Haider-Maurer | 6(0)        | 1           |  |  |              |                |              |              |              |  |

### Sezione 5
|  | Primo turno | Primo turno           | Primo turno | Primo turno | Primo turno |  |  | Ultimo turno | Ultimo turno     | Ultimo turno | Ultimo turno | Ultimo turno |  |
|  |             |                       |             |             |             |  |  |              |                  |              |              |              |  |
|  | 5           | Carlos Berlocq        | 1           | 7           | 2           |  |  |              |                  |              |              |              |  |
|  |             | Łukasz Kubot          | 6           | 62          | 6           |  |  |              | Łukasz Kubot     | 6            | 4            | 2            |  |
|  | Alt         | Roberto Bautista Agut | 6           | 7           | 3           |  |  | 9            | Thiemo de Bakker | 2            | 6            | 6            |  |
|  | 9           | Thiemo de Bakker      | 7           | 67          | 6           |  |  |              |                  |              |              |              |  |

### Sezione 6
|  | Primo turno | Primo turno        | Primo turno        | Primo turno | Primo turno |  |  | Ultimo turno | Ultimo turno   | Ultimo turno | Ultimo turno | Ultimo turno |  |
|  |             |                    |                    |             |             |  |  |              |                |              |              |              |  |
|  | 6           | Olivier Rochus     | 2                  | 7           | 7           |  |  |              |                |              |              |              |  |
|  | Alt         | João Souza         | 6                  | 65          | 63          |  |  | 6            | Olivier Rochus | 4            | 6            | 4            |  |
|  |             | Flavio Cipolla     | Flavio Cipolla     | 6           | 7           |  |  |              | Flavio Cipolla | 6            | 1            | 6            |  |
|  | 8           | Tejmuraz Gabašvili | Tejmuraz Gabašvili | 2           | 5           |  |  |              |                |              |              |              |  |

### Sezione 7
|  | Primo turno | Primo turno           | Primo turno           | Primo turno | Primo turno |  |  | Ultimo turno | Ultimo turno  | Ultimo turno  | Ultimo turno | Ultimo turno |  |
|  |             |                       |                       |             |             |  |  |              |               |               |              |              |  |
|  | 7           | Pere Riba             | Pere Riba             | 6           | 6           |  |  |              |               |               |              |              |  |
|  |             | Illja Marčenko        | Illja Marčenko        | 2           | 4           |  |  | 7            | Pere Riba     | Pere Riba     | 6            | 6            |  |
|  | WC          | Albert Alcaraz Ivorra | Albert Alcaraz Ivorra | 1           | 1           |  |  | 13           | Igor' Andreev | Igor' Andreev | 3            | 2            |  |
|  | 13          | Igor' Andreev         | Igor' Andreev         | 6           | 6           |  |  |              |               |               |              |              |  |